# Förhäxad
Förhäxad (engelska: Charmed) är en amerikansk TV-serie som började sändas den 7 oktober 1998 och slutade sändas den 21 maj 2006, det vill säga åtta säsonger. Serien kretsar kring tre systrar som är häxor med magiska krafter, och som slåss mot demoner och ondska samtidigt som de försöker leva ett normalt liv. Systrarna tar ofta hjälp av Skuggornas bok – en bok med besvärjelser som författats av deras förfäder.
Efter att ha insett att de är ättlingar till ett uråldrigt släkte häxor hamnar tre systrar mitt i en kamp mot demoner och trollkarlar – och ibland mot varandra. När systrarna Halliwell ärver ett hus av sin mormor och hittar den hemliga "Skuggornas bok" inser de att de har var sin unik kraft. Den bestämda Prue kan flytta föremål med blicken, den reserverade Piper kan frysa tiden och den ohämmade Phoebe kan se in i framtiden. Var och en är de starka, men det är bara genom att lägga sina olikheter åt sidan och gå samman med "The Power of Three" ("Kraften av tre") som de kan skydda oskyldiga och utrota ondskan. 
I de första tre säsongerna består systrarna Halliwell av Prue (Prudence), Piper och Phoebe. I slutet av säsong tre dör Prue, men "The Power of Three" kan återställas eftersom systrarna har en fjärde syster, en halvsyster de inte kände till, nämligen Paige Matthews.
Serien har visats i många länder. I Sverige har den sänts i flera omgångar på TV3. Förhäxad är en produktion av Aaron Spelling som är mannen bakom kända serier som Sjunde himlen och Beverly Hills 90210, i vilken Shannen Doherty medverkade i rollen som Brenda Walsh.
Hela serien finns utgiven på DVD.

## Handling

Denna symbol – en varian av triquetra – finns tryckt på pärmen till Skuggornas bok och används i serien för att beteckna de tre systrarna.

I första säsongen återvänder Phoebe från New York på grund av systrarnas mormors död. Phoebe är den struliga och impulsiva yngsta systern. Prue, som är den äldsta och ansvarsfulla systern blir inte glad. Det finns nämligen en gammal konflikt mellan Prue och Phoebe. Piper som är den mellersta systern fungerar som en mellanhand och får medla mellan sina systrar. Allt eftersom tiden går bygger de tre kvinnorna dock upp sina systerliga band igen och bor tillsammans i ett stort hus, The Halliwell Manor. Huset är byggt på en kraftpunkt och det innebär att om goda varelser bor där så får de extra god kraft. Likaså blir det om onda besitter huset, då de får mer ond kraft istället för god, den kraften heter "the Nexus". Många demoner vill åt huset i syfte att stärka sin makt.
När Phoebe återvänder blir hon intresserad av vinden, som alltid varit låst. Phoebe försöker öppna dörren utan framgång, när hon ger upp och är på väg ner igen så öppnar dörren sig av sig själv. När hon går in på vinden hittar hon den magiska boken The Book of Shadows. Phoebe läser högt på första bladet i boken, hon vet inte att hon därmed åkallar systrarnas magiska krafter. Men de tre systrarna blir inte vilka häxor som helst, de blir The Charmed Ones (ung. "De förtrollade"). Gruppen är de mäktigaste som kämpar på de godas sida, speciellt när de använder sig av "The Power of Three". I huvudsak får man följa systrarna medan de slåss mot demoner och ondska samtidigt som de försöker leva ett normalt liv.
Leo är en hantverkare i säsong ett som Piper blir förälskad i. I slutet av säsongen får man veta att han är en whitelighter, en sorts skyddsängel för häxor. Dessa kallas även ledsagare. Leo och Piper gifter sig i säsong tre och får två barn, Wyatt och Chris (Christoffer) längre fram i serien. I slutet av tredje säsongen dör Prue och detta leder till att Piper blir helt förkrossad. Paige, en syster som ingen visste fanns dyker helt plötsligt upp på Prues begravning. Systrarnas mamma hade ett hemligt förhållande med sin whitelighter och födde Paige i hemlighet. Alltså överlevde "The Power of Three" och "The Charmed Ones" fanns kvar. Flera år har gått sedan händelsen och mycket har hänt. Piper fick två söner med Leo. Hon miste honom sedan till The Angel of Death – men fick tillbaka honom efter den ultimata striden. Phoebe gifte sig med Coop och fick barn, efter att ha dejtat många män och utplånat Cole. Paige gifter sig med Henry och de får tvillingflickor och en liten pojke, Henry, och de lever i ett (lite) komplicerat förhållande, men är lyckliga tillsammans.

## The Charmed Ones

### Prudence ("Prue") Halliwell

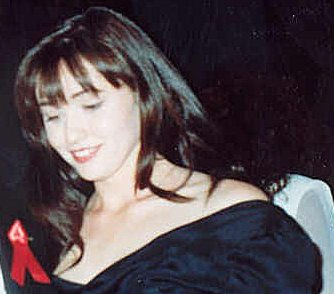
Shannen Doherty, 1991.

Prue (spelad av Shannen Doherty) är den äldsta och ansvarsfulla systern. Hennes magiska krafter ger henne förmågan att flytta saker med tanken (telekinesi). Senare kan hon också astralprojicera, och därmed vara på två ställen samtidigt.
Prue jobbar i början med att sälja antika föremål på Bucklands Auction House. Genom dessa antika föremål stöter systrarna på många demoner. Ett avsnitt innehåller ett besök av systrarna i framtiden och då arbetar Prue fortfarande på auktionshuset och är känd världen över, men hon har blivit oerhört hänsynslös. När systrarna kommer tillbaka till verkligheten börjar Prue arbeta som fotograf istället.
Andy Trudeau är en polis som utreder ockulta mord tillsammans med sin kollega Darryl Morris. Hans och systrarnas vägar korsas i och med att systrarna dödar demoner. Prue och Andy inleder ett förhållande, men Andy dör i slutet av första säsongen när han skyddar systrarna från en demon.
Prue dödas av demonen Shax i avsnittet All Hell Breaks Loose vilket är sista avsnittet av säsong tre.

### Piper Halliwell

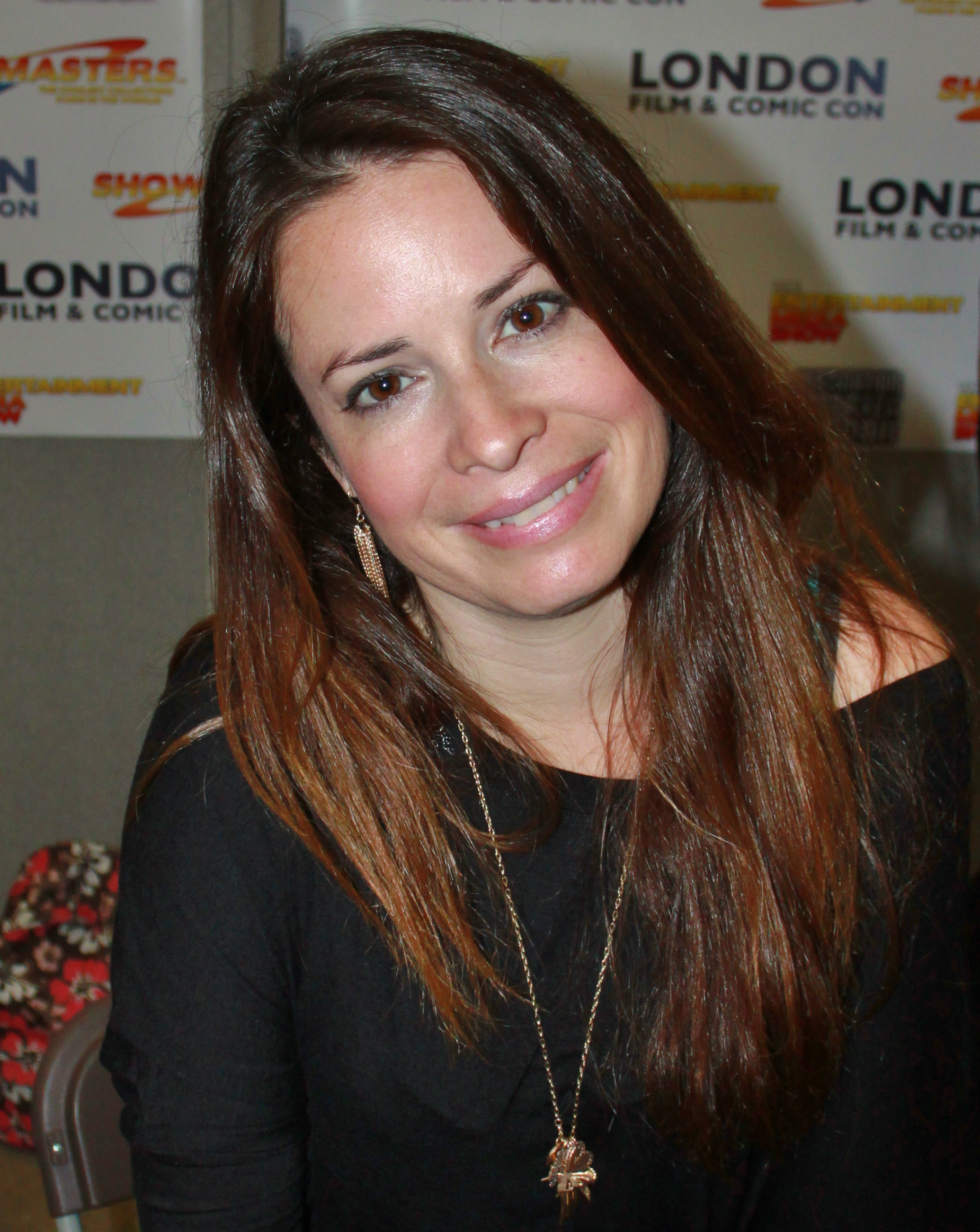
Holly Marie Combs, 2012.

Piper (spelad av Holly Marie Combs) är den mellersta systern, men efter Prues död är hon äldst. När Prue dog blev Piper helt förstörd – hon förvandlades till och med till en demon. I början hade hon svårt att acceptera Paige, så då fick Phoebe agera mellanhand. Piper kan frysa tiden (upptäcktes första gången när hon fick panik) och senare även spränga saker (upptäcktes första gången när hon blev arg).
Hon gifter sig med systrarnas whitelighter Leo och de får tre barn, Wyatt Matthew (Leos efternamn och Paiges efternamn), Chris (Christopher efter Leos pappa) och i framtiden även en flicka som får heta Melinda. Piper, i och med sitt familjeliv, är ofta den som känner att hon inte vill vara häxa längre. Detta utnyttjas av demonerna.
Piper jobbar i det första avsnittet på en bank, men söker då jobb på en restaurang som heter The Quake. Men hon slutade där och öppnade istället en klubb, döpt till P3. Namnet står ursprungligen för "Prue, Piper och Phoebe", men i ett avsnitt vill Piper förändra klubben och slänger skylten. Hon inser dock snart att hon gillade klubben precis som den var och återställer allt. Ungefär samtidigt kommer Paige Matthews in i serien. När Leo "helar" P3-skylten kommer den därför istället att stå för "Piper, Phoebe och Paige".

### Phoebe Halliwell

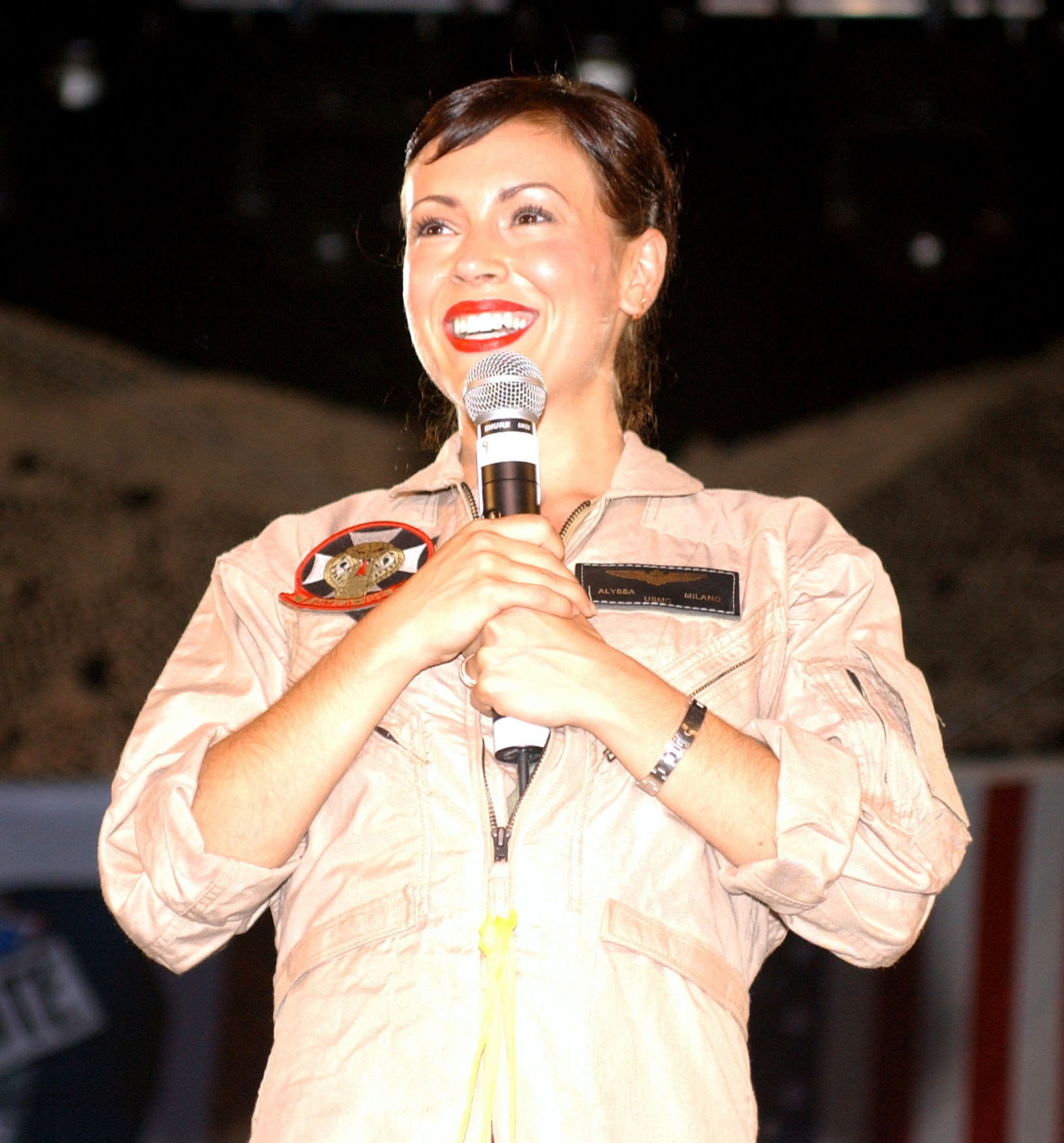
Alyssa Milano, 2003.

Phoebe (spelad av Alyssa Milano) är från början den yngsta och mest impulsiva systern som återvänder från New York. Prue är inte så glad att hon kommer tillbaka i början på grund av en påstådd otrohet med Prues pojkvän Roger. Men när Paige tillkommer och Phoebe blir mellansyster tvingas hon bli mer ansvarsfull. I början får hon också medla mellan Piper och Paige.
Phoebe får så kallade varsel, vilket innebär att hon får visioner om något som kommer att hända eller om något som har hänt. I brist på en fysisk kraft ägnar Phoebe sig åt kampsport och blir på så vis delaktig i kampen på demoner. Senare kan hon även levitera, det vill säga sväva. Phoebe blir också en empatiker, en sån som kan läsa av andra människors känslor.
I säsong tre blir hon förälskad i den mäktiga halvdemonen Belthazor, vars mänskliga namn är Cole Turner då hans mamma var demon och pappa människa. De gifter sig sedan i säsong fyra. Cole dras mellan gott och ont och han blir vid ett tillfälle The Source, källan till all ond kraft och är även det när de gifter sig. Dock var han det inte när han friade till Phoebe. Phoebe blir då hans drottning, och även hon ond. Men till slut tvingas hon utplåna sitt livs kärlek efter mycket om och men.
I de första säsongerna är Phoebe bara hemma, sen börjar hon studera och träffar Cole. Efter det blir hon krönikör på tidningen The Bay Mirror. Efter äktenskapet med Cole har Phoebe haft förhållanden med bland andra Jason, Leslie och Drake. Hon gifter sig till slut med Coop. I framtiden så får de tre flickor tillsammans.

### Paige Matthews

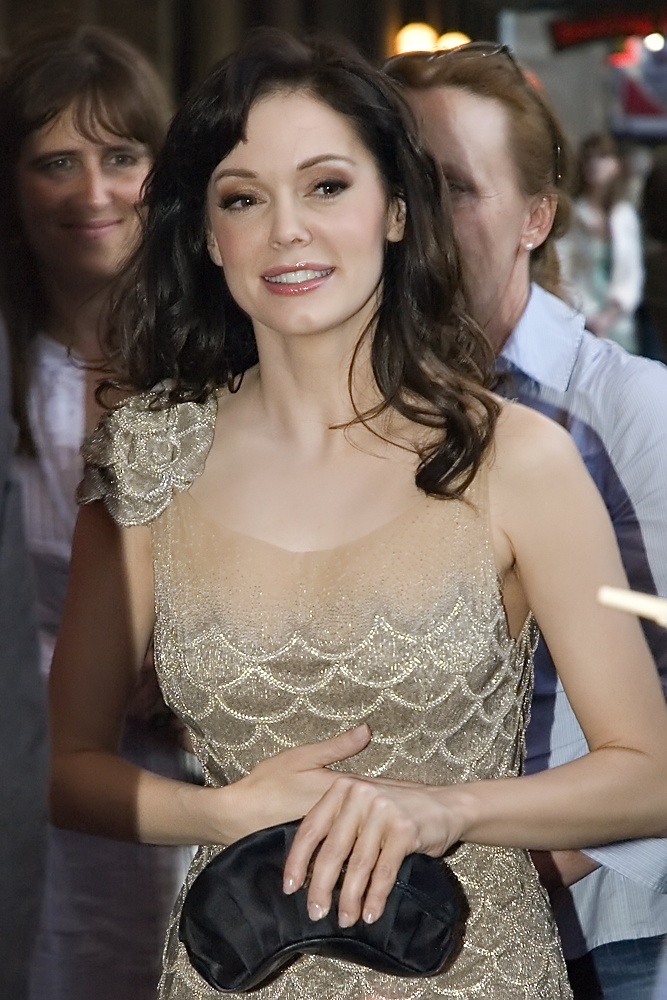
Rose McGowan, 2007.

Paige (spelad av Rose McGowan) tillkom genom att systrarnas mamma hade en hemlig affär med sin whitelighter. Paige är således Prues, Pipers och Phoebes halvsyster. Det är emellertid först efter Prues död som systrarna finner varandra, och i början har Piper svårt att acceptera henne.
Paige är till hälften whitelighter och till hälften häxa. Hon kan tillkalla saker som hamnar i hennes hand och förflyttar sig hur hon vill genom att projicera. Men Paige kan också hela människor och ändra sitt utseende till exempelvis Pipers. Hon har i början svårt att hålla måttet som häxa, eftersom Prue var en mästare på magi och den starkaste av systrarna. Men Paige gör sitt bästa och blir en mästare på att göra brygder.
När Paige dyker upp i serien är hon socialarbetare, men hon säger upp sig för att ägna sig åt magi på heltid. Senare i serien blir hon rektor för Magiskolan. I den åttonde säsongen får Paige en skyddsling, Billie Jenkins. Paige ska ledsaga denna unga häxa eftersom Paige är till hälften whitelighter. Paige gifter sig till slut med Henry Mitchell och får två tvillingflickor och en pojke vid namn Henry jr.
I den åttonde säsongen kommer det en ny häxa in i bilden, tonårstjejen Billie (Kaley Cuoco), som till en början försöker att döda demoner på egen hand, men som sedan får kontakt med de tre systrarna, Piper, Phoebe och Paige. Billie tillbringar sedan sin tid åt att lära sig allt om vad magi innebär med hjälp av systrarnas undervisning och Skuggornas bok. När Billie lär känna systrarna till en början lever de under andra identiteter och har bytt utseende som en förklädnad, efter att i det sista avsnittet från säsong sju iscensatt sin egen död i en enorm explosion i huset där de dödade en högt stående demon.

## Avsnitt
Åtta säsonger producerades med totalt 178 avsnitt.

## Rollista
- Shannen Doherty – Prudence "Prue" Halliwell (1998–2001)
- Holly Marie Combs – Piper Halliwell (1998–2006)
- Alyssa Milano – Phoebe Halliwell (1998–2006)
- Brian Krause – Leo Wyatt (1998–2005–8x21/22)
- Dorian Gregory – Darryl Morris (1998–2005)
- Ted King – Andrew "Andy" Trudeau (1998–1999)
- Greg Vaughan – Dan Gordon (1999–2000)
- Karis Paige Bryant – Jennifer "Jenny" Gordon (1999)
- James Read – Victor Bennett (2000–2006)
- Julian McMahon – Cole Turner (2000–2003–7x16)
- Rose McGowan – Paige Matthews (2001–2006)
- Drew Fuller – Chris Perry Halliwell (2003–2004–7x07–8x22)
- Kaley Cuoco – Billie Jenkins (2005–2006)
- Ivan Sergei – Henry Mitchell (2005–2006)
- Marne Patterson – Christy Jenkins (2006)

## Återkommande gästspelare (i urval)
- Finola Hughes som systrarnas mamma Patty (Patricia) Halliwell
- Jennifer Rhodes som systrarnas mormor Penny (Penelope) Halliwell
- James Read som Prues, Pipers och Phoebes pappa Victor Bennet
- Scott Jaeck som Paiges pappa och Pattys Whitelighter Sam Wilder ett avsnitt i säsong 2 och ett i säsong 4
- Jason Simmons/Kristopher Simmons som Pipers äldste son Wyatt Halliwell säsong 5–8
- Wes Ramsey som vuxen Wyatt Halliwell i säsong 6, 7 och 8.
- Julian McMahon som Cole Turner säsong 3–5
- Ivan Sergei som Paiges pojkvän och blivande make Henry Mitchell i säsong 8
- Ted Kingsom polisinspektör och Prues pojkvän Andy Trudeau i säsong 1
- Dorian Gregory som polisinspektör och Andys kollega Darryl Morris säsong 1-7
- Kaley Cuoco som Billie Jenkins i säsong 8
- Greg Vaughan som Pipers pojkvän Dan Gordon i säsong 2
- Lochlyn Munro som Prues pojkvän Jack Sheridan i säsong 2
- Karis Paige Bryant som Dans brorsdotter Jenny Gordon i säsong 2

## Musik
Signaturmelodin för Förhäxad är en coverversion av The Smiths-låten How Soon Is Now?, framförd av gruppen Love Spit Love. Förutom TV-serien spelas låten i långfilmen Den onda cirkeln från 1996, som även den handlar om häxor.
Andra gästande musikartister som återkommer med jämna mellanrum är Pat Benatar, Dave Navarro, Barenaked Ladies, The Corrs, The Cranberries, Dishwalla, The Goo Goo Dolls, Orgy, Steadman och Vanessa Carlton.
På DVD:n till säsong åtta är signaturmelodin en annan.

## Kuriosa
- Den sista säsongen tjänade huvudrollsinnehavarna – Holly Marie Combs, Alyssa Milano och Rose McGowan – vardera 200 000 dollar (cirka 1 700 000 svenska kronor) för varje avsnitt.
- I avsnittet Coyote Piper spelas den fulla mannen som Piper ger sprit till av Holly Marie Combs (Pipers) exman David Donoho. De har tre söner tillsammans.
- I ett avsnitt säger Belthazor "I find your lack of faith disturbing." Det är ett citat av rollfiguren Darth Vader i filmen Star Wars.
- Brian Krause (Leo), skrevs ut ur serien i säsong åtta på grund av nedskärningar i budgeten.
- The Book of Shadows är nästan helt målad för hand.
- Holly Marie Combs och Alyssa Milano är de enda som förekommit i alla åtta säsongers avsnitt.
- I serien hade Phoebe ingen egen bil förrän i säsong fem. Innan dess cyklade hon, åkte buss eller bad sina systrar om skjuts.
- Den skådespelerska som får mest brev från TV-tittarna är inte någon av de största stjärnorna i Förhäxad utan det är Finola Hughes, som spelar systrarnas mamma Patty.
- Fram till dess att Wyatt Halliwell medverkade i säsong fem så har alla manliga häxor varit barn.

### Fotnoter
1. ↑  ”Charmed” (på engelska). TV.Com. Arkiverad från originalet den 18 januari 2017. https://web.archive.org/web/20170118065105/http://www.tv.com/shows/charmed/. Läst 25 januari 2017.